# Дементьевка (Орловская область)
Дементьевка — деревня в Новодеревеньковском районе Орловской области.
Входит в состав муниципального образования Судбищенское сельское поселение.

## География
Расположена севернее деревни Васильевка и граничит с ней. Рядом с Дементьевкой берет начало речка, впадающая в реку Переволочинка.
Просёлочной дорогой деревня соединяется на севере с автомобильной дорогой.

## Население
| 2002 | 2010 |
| ---- | ---- |
| 253  | ↘173 |